# ستيفن ستيوارت (مجدف)
ستيفن ستيوارت (بالإنجليزية: Stephen Stewart)‏ هو مجدف أسترالي، ولد في 7 مارس 1978 في سيدني في أستراليا.

## وصلات خارجية
- ستيفن ستيوارت على موقع الاتحاد الدولي للتجديف (الإنجليزية)
- ستيفن ستيوارت على موقع أوليمبيديا (الإنجليزية)
- ستيفن ستيوارت على موقع اللجنة الأولمبية الأسترالية (الإنجليزية)